# Luís de Camões
Luis Vaz de Camões (født 1524, død 10. juni 1580), som også kaldes "Prinsen blandt poeterne", var en portugisisk digter, som skrev det episke digt Os Lusíadas, Portugiserne, der regnes for Portugals nationalepos. Portugiserne er et digt i 10 sange, skrevet i Homerisk stil, der handler om Vasco da Gamas rejse og Portugals historie.

## Biografi
Camões blev så vidt vides født i Lissabon. Hans forældre var af adelig herkomst. Faderen, Simão Vaz de Camões, var ridder og i slægt med kong Afonso III (1210-1279). Moderen, Ana de Sá e Macedo var fjern slægtning til Vasco da Gama.
Han sammenlignes ofte med de store digtere Homer, Vergil, Dante og Shakespeare. Camões skrev også lyrik, drama og filosofiske essays. Han var omkring 1548 en del af hoffet og en meget lærd ung mand (han kunne skrive på latin og castiliansk) og havde læst Homer, Platon og Virgilius på deres modersmål. Sit hidsige temperament, skarpe replikker til sine rivaler (mange gange med duellering både i vers og med sværd) og ikke mindst sin uforsigtighed vedrørende relationer til dronningen D. Catarina og tilnærmelser til prinsessen, skabte ham meget fjendskab, og han blev nægtet adgang til hoffet.
I 1549 blev byen Mazagan (nu Al-Jadida] i Marokko, som Portugal erobrede i 1502, fra maurere og Camões meldte sig som soldat i kolonien Ceuta. Under kampen blev Camões såret og blind på sit højre øje.
Efter sin hjemkomst til Lissabon blev han involveret i duel med en funktionær fra kongens hestestutteri. Han endte i fængsel og blev senere deporteret til de portugisiske kolonier i Indien og senere til kolonien Macau i Kina. Hans temperament gjorde, at han røg i fængsel i flere omgange. Under hans ophold i det fjerne, der varede 17 år, begyndte han på sit store værk "Os Lusíadas". I april 1570 steg han i land ved Cascais vest for Lissabon, som en fattig og nedtrykt mand. 
Digtet var nu færdigt men skulle gennemgås af inkvisitionen. Censor og hans gode ven munken Bartolomeu Ferreira, gav ham den nødvendige Imprimatur (på latin "kan trykkes". Værket blev udgivet i 1572.
Digtet blev af ham læst op for den unge konge Dom Sebastião I, som meget fornøjet takkede Camões for indsatsen og belønnede ham med en treårig pension på 15.000 reais (datidens møntenhed), svarende til 40 reais om dagen – en tømrers dagløn var, den gang, 165 reais. Camões levede sine sidste år som en fattig mand og ernærede sig ved salg af poesi. 
Efter den unge portugisiske kong D. Sebastiãos død under krigen i Alcácer-Quibir (Ksar-el-Kebir i Marokko) nærmede den portugisiske krones finanser sig afgrunden. Dette og manglen på en tronarving gjorde, at Portugal for første gang var på vej til at miste sin selvstændighed. Luís Vaz de Camões sidste sætning på sit dødsleje var: "Omsider kommer mit liv til en ende og alle er vidner til, at jeg altid har elsket mit fædreland så meget, at jeg ikke alene dør i dets skød, men det dør også samtidigt med mig".